# Movimento per la vita
 (mars 2014).
Si vous disposez d'ouvrages ou d'articles de référence ou si vous connaissez des sites web de qualité traitant du thème abordé ici, merci de compléter l'article en donnant les références utiles à sa vérifiabilité et en les liant à la section « Notes et références ».
Le  Movimento per la Vita (Mouvement pour la vie, MpV) est le principal mouvement pro-vie italien. Ses statuts lui définissent pour mission de promouvoir le respect de la vie humaine de la conception jusqu'à la mort naturelle, de favoriser par un engagement éducatif la formation d'une mentalité d'accueil de la vie, et d'informer dans les domaines touchant à la sexualité, à la vie prénatale, à l'avortement, à l'adoption, à la famille, aux manipulations génétiques, à l'euthanasie et au suicide. 
Son président actuel est le député européen du PPE et ancien magistrat Carlo Casini.

## Historique
Le Mouvement pour la Vie fut fondé en 1975 à Florence dans le but de lutter contre l'avortement, à l'époque illégal, et de traduire sur le plan politique et social la doctrine de l'Église catholique telle qu'exposée en 1967 dans l'encyclique Humanae Vitae du Pape Paul VI. En 1981, le MpV promut un référendum proposant d'abroger la loi de 1978 légalisant l'avortement, mais fut désavoué par l'électorat et, à partir de 1985, tourna prioritairement son action vers la création de  Centres d'Aide à la Vie  destinées à aider les femmes enceintes en difficulté par des aides économiques, un soutien psychologique et médical, et en proposant le recours aux méthodes planification familiale naturelle. Aujourd'hui, 300 centres accueillent environ 20 000 femmes par an. 
En 1995, les Centres d'Aide à la vie du MpV ont été cités dans l'encyclique de Jean-Paul II Evangelium vitæ: 
"Bien des centres d'aide à la vie, ou des institutions analogues, sont animés par des personnes et des groupes qui, au prix d'un dévouement et de sacrifices admirables, apportent un soutien moral et matériel à des mères en difficulté, tentées de recourir à l'avortement."Evangelium vitae, §26

## Organisation et activités
Le mouvement est présent dans toute l'Italie, structuré, outre les Centres d'Aide à la vie, en environ 500 antennes locales.
Il dispose d'un comité scientifique présidé par la sénatrice du Parti Démocrate Paola Binetti.
Le MpV publie une revue mensuelle, Oui à la Vie et publie des livres et des documentaires. En 2002, il a distribué le film américain Le Cri silencieux qui montre un avortement suivi par échographie.
Le MpV organise chaque année un Concours scolaire européen, qui récompense des essais portant sur les thèmes liés à l'activité de l'association. D'après le MpV, 500 000 jeunes auraient à ce jour participé à ce concours. Le MpV organise également un concours musical, Chante la Vie, sur les mêmes thèmes.
Pour prévenir les infanticides, le MpV est également à l'initiative des Berceaux pour la vie, permettant l'abandon anonyme de nouveau-nés dans des boîtes chauffées donnant sur la voie publique.

## Actions politiques
- En 1977, une proposition de loi d'initiative populaire concernant l'Accueil de la vie humaine.
- En 1981, la proposition de deux référendums visant à revenir sur la loi sur l'avortement de 1978.
- En 1988, une pétition Pour la vie et la dignité de l'homme soumise au Parlement.
- En 1995, une proposition de loi d'initiative populaire pour la reconnaissance de la personnalité juridique de l'embryon.
- Lors du référendum de 2005 sur la procréation médicalement assistée, le MpV a prôné avec succès l'abstention afin que le scrutin échoue faute d'atteindre le quorum de 50 % des inscrits.
- De 1981 à 2002, le Mouvement a présenté au Parlement italien cinq rapports portant sur l'application de la loi sur l'avortement.